# Бруннер (лунный кратер)
Кратер Бруннер (лат. Brunner) — ударный кратер находящийся в южном полушарии обратной стороны Луны. Название присвоено в честь швейцарского астронома Вильяма Бруннера (1878—1958) и утверждено Международным астрономическим союзом в 1970 г. Образование кратера относится к раннеимбрийскому периоду. 

## Описание кратера
Ближайшими соседями кратера являются кратер Хоутерманс на западе; большой кратер Хираяма на северо-востоке и кратер Ритц на юге-юго-востоке. На северо-западе от кратера находится Море Смита. Селенографические координаты центра кратера 9°52′ ю. ш. 90°55′ в. д. / 9,86° ю. ш. 90,91° в. д., диаметр 50,7 км, глубина 2,4 км.
Кратер имеет почти правильную циркулярную форму с небольшим выступом и понижением вала в северной части. Высота вала над окружающей местностью 1150 м, объем кратера составляет приблизительно 2300 км³. Дно чаши кратера неровное, пересеченное, в центре чаши имеется центральный хребет. Также в чаше кратера находится кольцевидная структура коцентричная по отношению к валу.

## Сателлитные кратеры

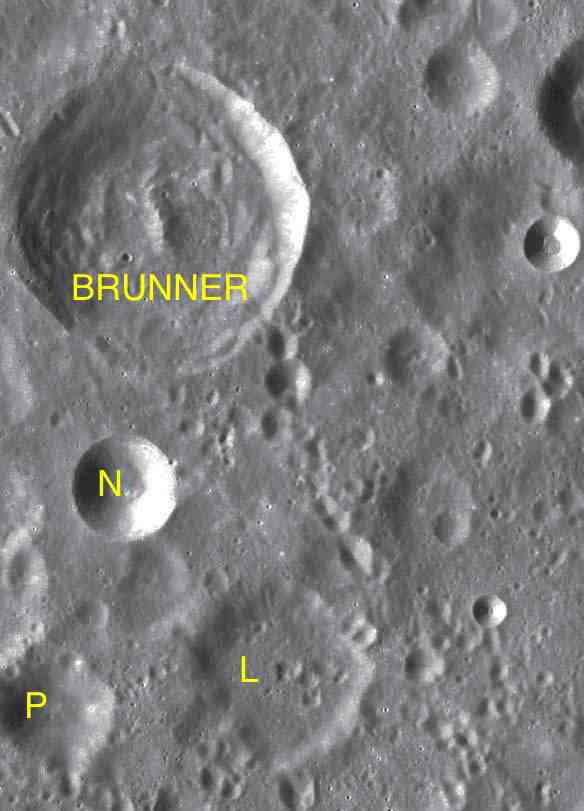
Фрагмент карты LAC-94.

| Бруннер | Координаты                                            | Диаметр, км |
| ------- | ----------------------------------------------------- | ----------- |
| L       | 12°26′ ю. ш. 91°34′ в. д. / 12,43° ю. ш. 91,56° в. д. | 30,6        |
| N       | 11°23′ ю. ш. 90°43′ в. д. / 11,38° ю. ш. 90,71° в. д. | 17,8        |
| P       | 12°37′ ю. ш. 90°18′ в. д. / 12,61° ю. ш. 90,3° в. д.  | 20,5        |